# Ippotomade
Ippotomade (in greco antico: Ἱπποτομάδαι?, Hippotomádai) era un demo dell'Attica.
La collocazione è sconosciuta, ma si pensa che si trovasse nella valle del Cefiso come la maggior parte dei demi dell'asty della tribù Eneide: se questa teoria fosse vera, Ippotomade si sarebbe trovato a nord-est di Eleusi. Ippotomade era uno dei demi più piccoli e si conoscono molte poche persone appartenenti a questo demo.